# 대평고등학교
대평고등학교(大平高等學校)는 대한민국 경기도 수원시 장안구 정자동에 있는 공립 고등학교이다.

## 학교 연혁
- 2001년 9월 13일 : 대평고등학교 설립 인가
- 2002년 3월 1일 : 초대 윤광섭 교장 취임
- 2002년 3월 5일 : 제1회 신입생 입학식(453명 입학)
- 2005년 2월 4일 : 제1회 졸업식(359명 졸업)
- 2022년 12월 21일 : 제19회 졸업식(269명) 누계(7,153명)
- 2023년 3월 1일 : 제6대 유종만 교장 취임
- 2023년 3월 2일 : 제22회 입학식(288명)

## 참고 자료
- 대평고등학교 - 한국교육학술정보원 학교알리미